# Садлово (Куявсько-Поморське воєводство)
Садлово (пол. Sadłowo, нім. Sedlau) — село в Польщі, у гміні Рипін Рипінського повіту Куявсько-Поморського воєводства.
Населення — 472 особи (2011).
У 1975-1998 роках село належало до Влоцлавського воєводства.

## Демографія
Демографічна структура станом на 31 березня 2011 року:
|          | Загалом | Допрацездатний вік | Працездатний вік | Постпрацездатний вік |
| -------- | ------- | ------------------ | ---------------- | -------------------- |
| Чоловіки | 244     | 50                 | 171              | 23                   |
| Жінки    | 228     | 38                 | 141              | 49                   |
| Разом    | 472     | 88                 | 312              | 72                   |